# Guébling
Guébling település Franciaországban, Moselle megyében. Lakosainak száma 125 fő (2022. január 1.). Guébling Bénestroff, Bourgaltroff, Lidrezing és Vergaville községekkel határos.

## Népesség
A település népességének változása:
| Lakosok száma | 215  | 164  | 155  | 144  | 143  | 132  | 124  | 123  | 123  | 125  |
|               | 1968 | 1982 | 1990 | 2006 | 2013 | 2015 | 2017 | 2019 | 2020 | 2022 |